# نادي بوريهام وود
بوريهام وود إف سي (بالإنجليزية: Boreham Wood F.C.)‏ هو نادي كرة قدم في إنجلترا تأسس في 1948.